# ویلیام وندیورت
ویلیام وندیورت (انگلیسی: William Vandivert; ۱۶ اوت ۱۹۱۲ – ۱ دسامبر ۱۹۸۹) عکاس جنگ، و عکاس اهل ایالات متحده آمریکا بود. او در سال ۱۹۴۷ از بنیان گذاران مگنوم فوتوز بود.

## نگارخانه

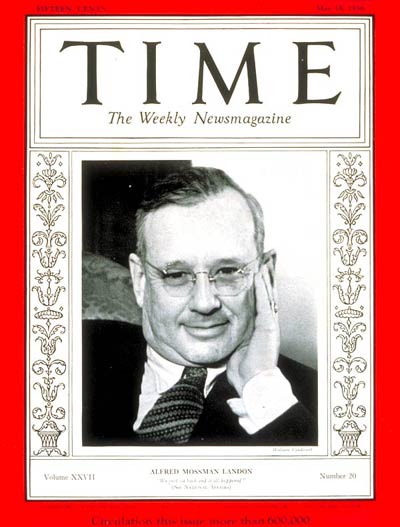
جلد مجله تایم ۱۹۳۶ توسط وندیورت
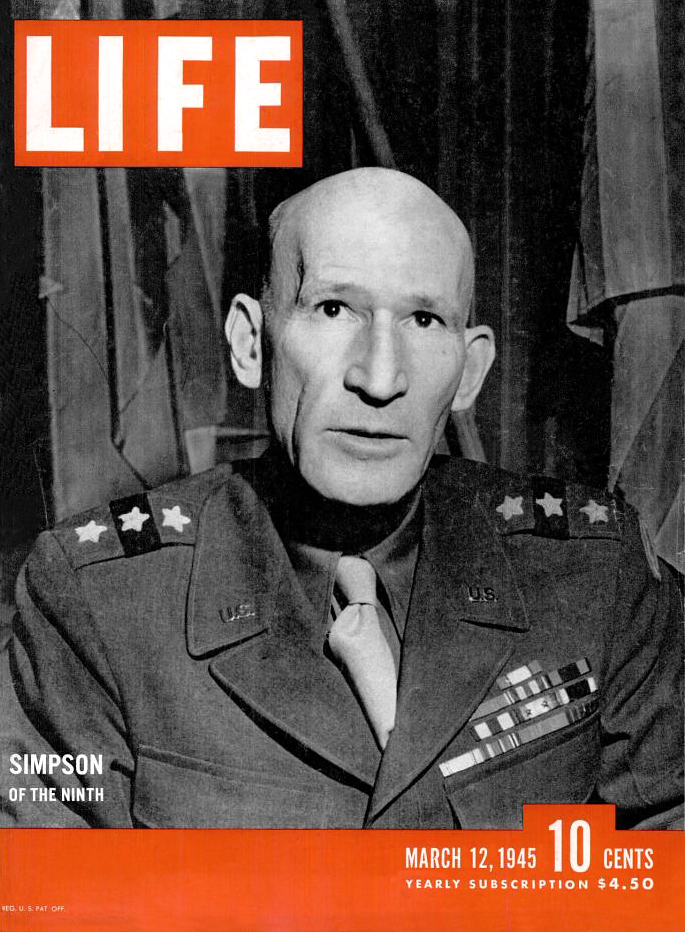
جلد مجله تایم ۱۹۴۵ توسط وندیورت